# Arroz y tartana (sèrie de televisió)
Arroz y tartana és una sèrie de televisió basada en la novel·la homònima de l'escriptor valencià Vicente Blasco Ibáñez i dirigida per José Antonio Escrivá.
Els papers principals estan interpretats per Carmen Maura i José Sancho. Per la interpretació en aquesta sèrie, Carmen Maura va obtenir en el 2004 la Nimfa d'or en el Festival de Montecarlo.

## Sinopsi
La sèrie es desenvolupa en València, vers l'any 1900. Donya Manuela de Fora (Carmen Maura), una dona elegant, vídua de Pallers, viu amb l'única obsessió de casar bé a les seves filles: Concha (Blanca Jara) i Amparo (Gretel Stuyck), fruit del seu segon matrimoni. Juanito (Eloy Azorín) va ser fruit del seu primer matrimoni amb un comerciant amb el qual es va casar per despit, però li menysprea per voler ser també comerciant, com el seu pare. I a més, aquest últim, està enamorat d'una humil costurera, client de la botiga.

## Premis

### Festival de Televisió de Montecarlo
| Any  | Categoria               | Persona      | Premi      | Resultat   |
| ---- | ----------------------- | ------------ | ---------- | ---------- |
| 2004 | Millor actriu principal | Carmen Maura | Nimfa d'or | Guanyadora |

### Premis de l'Acadèmia de les Ciències i les Arts de Televisió
| Any  | Categoria                         | Persona              | Resultat   |
| ---- | --------------------------------- | -------------------- | ---------- |
| 2005 | Millor pel·lícula per a televisió |                      | Guanyadora |
| 2004 | Millor fotografia i il·luminació  | Julio Madurga        | Candidata  |
| 2004 | Millor direcció                   | José Antonio Escrivá | Candidata  |
| 2004 | Millor producció                  |                      | Candidata  |